# Ivan Koljević
Ivan Koljević (in montenegrino Иван Кољевић; Cettigne, 30 giugno 1984) è un cestista montenegrino.

## Palmarès
- Supercoppa polacca: 1

Starogard Gdański: 2011
- Lega Baltica: 1

Lietuvos rytas: 2006-07